# 천가한
천가한(天可汗), 텡그리 카간(영어: Tengri Khan), 천한(天汗)은 유목 국가에서 "하늘에서 내려온 카간"이라는 말로 쓰였다. 당 태종 이세민이 초원을 평정하고 유목 민족으로부터 이 칭호를 받았다.

## 같이 보기
- 무상가한
- 카간
- 천왕
- 천황